# Jerry Cronan
Jerry Cronan (ur. 1833, zm. 6 lutego 1864) – Kanadyjczyk, żołnierz amerykańskiej armii południa, konfederata.
Mieszkał w St. Landry Parish. Cronan, podobnie jak około 40 tysięcy innych Kanadyjczyków wziął udział w wojnie secesyjnej (w jego przypadku po stronie Konfederacji). Do armii zaciągnął się 22 lipca 1861 w Camp Moore. Służył w 10 Luizjańskiej Kompanii Piechoty (10th Louisiana Infrantry Company). W maju 1863 został ranny w bitwie pod Chancelorsville. Zmarł od ran odniesionych w bitwie pod Spotsylvanią. Został pochowany na cmentarzu w Arlington pod Waszyngtonem, na krótko zanim został przekształcony w narodowy cmentarz Arlington National Cemetery, na którym spoczywają bohaterowie wojenni Stanów Zjednoczonych. Jest jedynym kanadyjskim konfederatą pochowanym na Cmentarzu w Arlington.
Razem z Cronanem w kompanii służyło jeszcze 8 Kanadyjczyków. Są bohaterami książki Lee's Foreign Legion: A History of the 10th Louisiana Infantry Thomasa Waltera Brooksa i Michaela Dana Jonesa.